# Виверження Агунга (2017)
2017 року перші виверження вулкана Агунг на острові Балі, Індонезія відбулися 13 серпня. Після спаду активності, нові виверження розпочалися у листопаді 2017 року. Вони призвели до припинення польотів у міжнародних аеропортах Нгурах-Рай та Ламбок. 27 листопада 2017 року рівень тривоги був найвищим, було видано наказ про евакуацію.
Тектонічний землетрус від вулкана був зафіксований на початку серпня, потім вулканічна активність зростала протягом декількох тижнів та значно зменшилась наприкінці жовтня.
Другий, набагато активніший період вивержень розпочався наприкінці листопада.

## Історія вивержень

### Виверження 1843 року
Виверження 1843 року описано Генріхом Цоллінгером.

### Виверження 1963 року
Виверження 1963 року було однією з найбільш катастрофічних вулканічних подій в історії Індонезії.

### Активність 2017 року

#### Серпень
Вулканічні землетруси спостерігалися з 10 серпня 2017 року, інтенсивність яких зросла в наступні тижні.

#### Вересень
У вересні 2017 року збільшення гуркоту та сейсмічної активності навколо вулкана змусило людей підвищити тривогу до найвищого рівня і близько 122 500 людей було евакуйовано зі своїх будинків навколо вулкана. Індонезійський національний орган управління надзвичайними ситуаціями оголосив 12-кілометрову зону відчуження навколо вулкана 24 вересня. Виверження було зафіксовано 13 вересня.

#### Жовтень
Наприкінці жовтня 2017 року активність вулкана значно знизилася, що призвело до зниження рівня тривоги 29 жовтня.

#### 27 листопада
Виверження в неділю продовжувалося з постійною швидкістю, і лахари були зареєстровані в районі Селат на південь від вулкана.

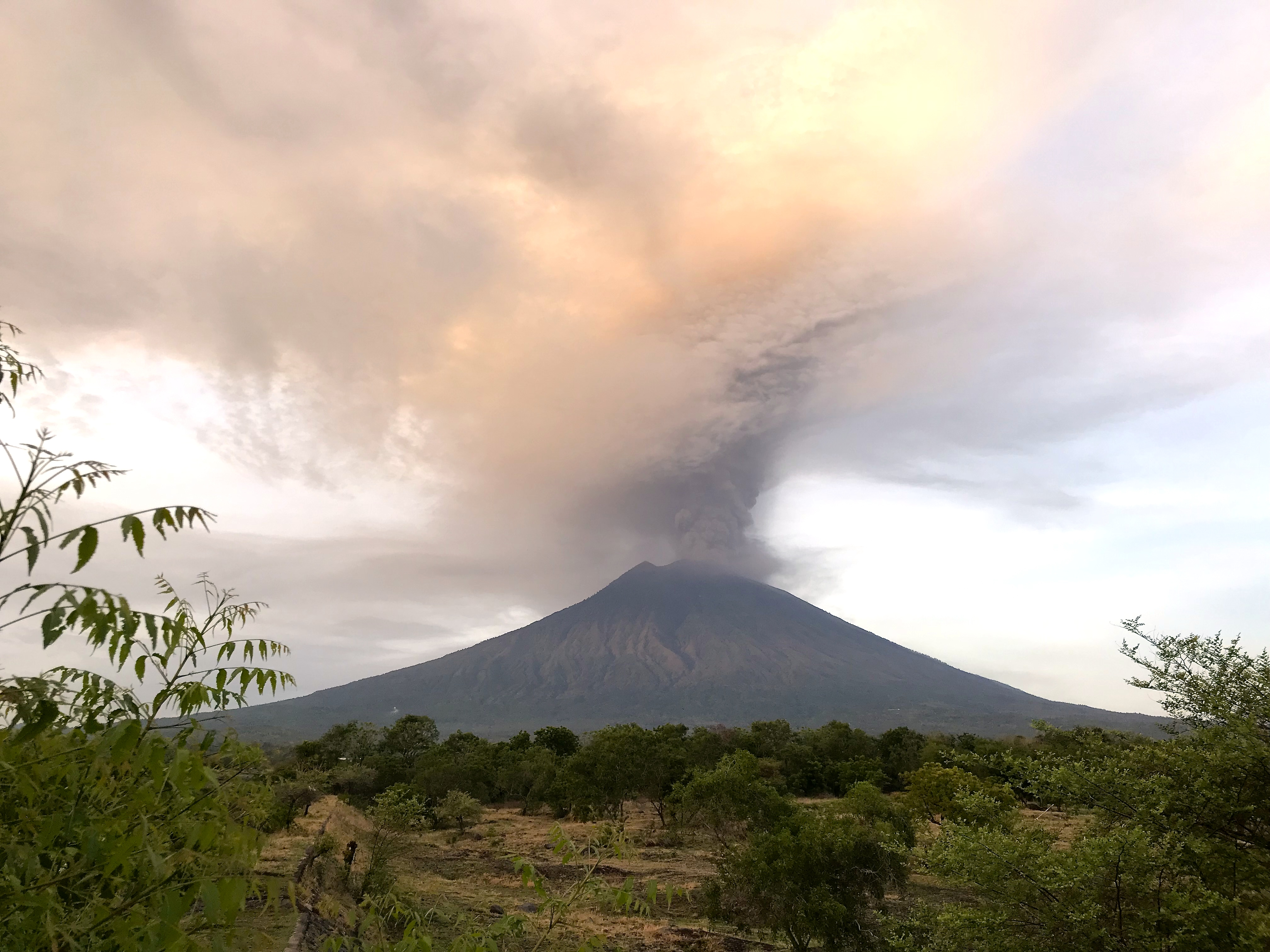
Ранкове виверження вулкана Агунг 27 листопада

#### 29 листопада

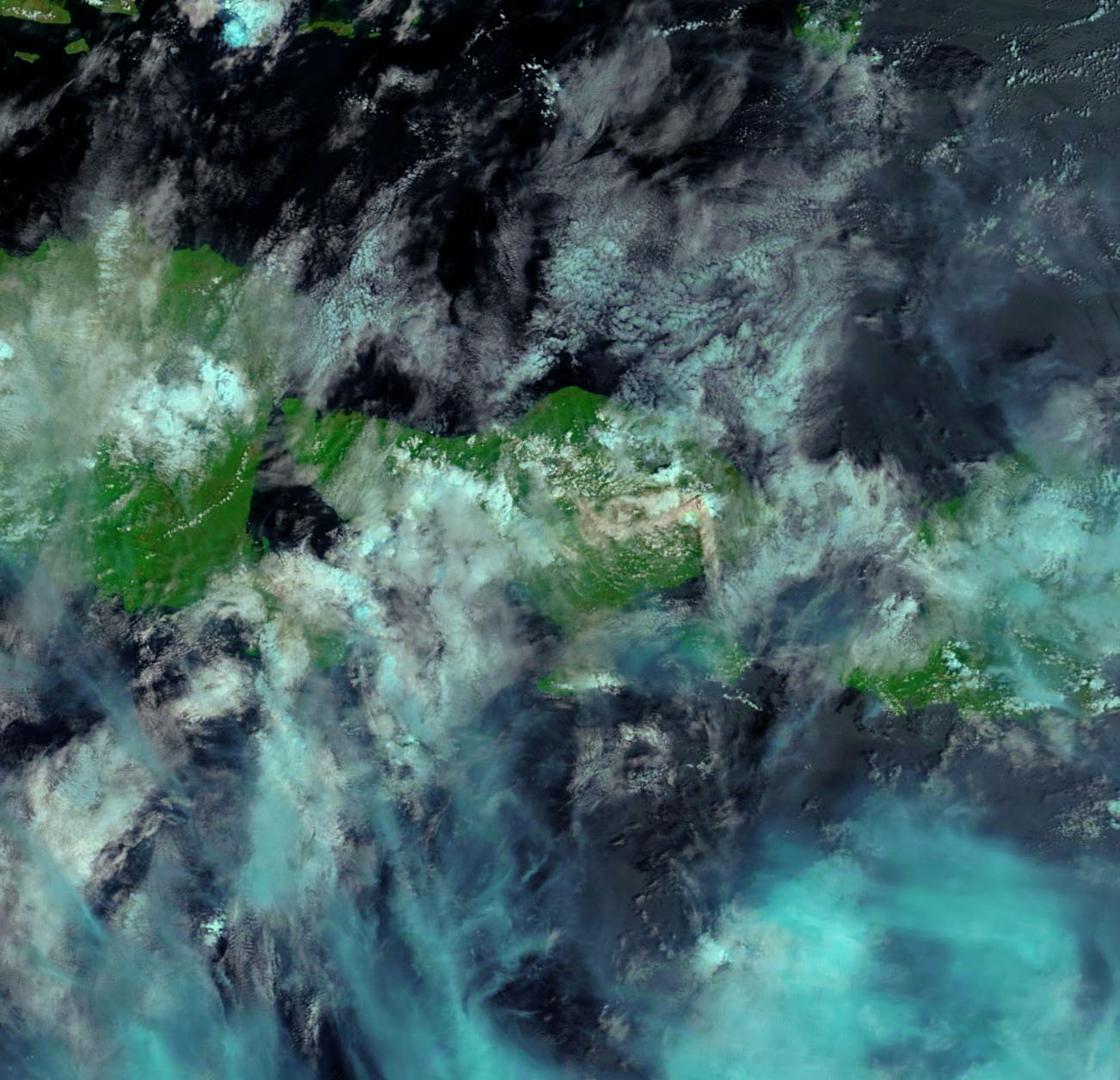
Спостереження NASA MODIS з космосу за попелом із супутника Terra.

Зниження інтенсивності виверження та розсіювання вітру в хмарах попелу змусили владу знову відкрити Міжнародний аеропорт Нгурах-Рай о 07:00 (UTC). Влада також застерегла, що обсяг виверження може знову збільшитися в будь-який час, і, можливо, авіасполучення буде знову припинено.

## Наслідки
40 000 людей із 22 сіл навколо вулкана евакуйовано. Були закриті навколишні аеропорти.
Міжнародний аеропорт Ломбок, який розташований на сусідньому острові Ломбок було закрито 26 листопада, однак наступного ранку він запрацював знову. 30 листопада його закрили знову. Відкрили 1 грудня.
Міжнародний аеропорт Нгурах-Рай на острові Балі (другий за кількістю пасажирів в Індонезії) було закрито 27 листопада. Більше 400 рейсів було скасовано і 59 000 пасажирів не змогли вилетіти. Аеропорт було відкрито 29 листопада.